# Der Bürotrottel
Der Bürotrottel (Originaltitel: The Errand Boy) ist eine Slapstick-Komödie von Jerry Lewis aus dem Jahr 1961. In seiner dritten Regiearbeit wirft Lewis einen satirischen Blick hinter die Kulissen des Filmgeschäfts am Beispiel der fiktiven Paramutual Pictures.

## Handlung
Mr. T. P., Präsident der Paramutual Pictures steht vor dem Problem, dass das Studio trotz der vielen erfolgreichen Filme Verluste einfährt. Um den oder die Verschwender im Studio ausfindig zu machen, beschließt er, einen Spion zu engagieren, der sich unauffällig in den Produktionsgebäuden umsehen soll. Seine Wahl fällt auf den unbedarften Plakatkleber Morty S. Tashman, der gerade versucht, ein Plakat für den neuen Jerry Lewis-Film aufzukleben.
Morty wird als Bürobote eingestellt und kann so auf dem Studiogelände umherziehen und hinterlässt dabei eine Spur der Verwüstung. Dabei trifft er sogar die Schauspieler der Fernsehserie Bonanza und landet auf einer Filmpremiere, wo er zum Begleiter eines Starlets wird.
Als Morty schließlich gefeuert werden soll, müssen die Verantwortlichen von Paramutal Pictures aber erkennen, dass er ein komisches Naturtalent ist, und so wird Morty der neue Starkomiker des Studios. Der Film endet damit, dass der Star Morty in einem luxuriösen Auto an den Schauspielern und vielen anderen Filmleuten vorbeifährt, schließlich hält der Wagen an und er begegnet einem noch ungeschickteren Plakatkleber (ebenfalls von Jerry Lewis gespielt).

## Kritiken
„Die groteske Geschichte eines kleinen Büroangestellten, der unfreiwillig zum Filmkomiker in Hollywood wird. Jerry Lewis zweite Regiearbeit* verulkt ausgiebig den Betrieb der US-amerikanischen Traumfabrik und liefert zugleich eine eigenwillige Variation des "Vom Tellerwäscher zum Millionär"-Themas.“

* Tatsächlich handelt es sich um Lewis’ dritte Regiearbeit.

## Trivia
In einer berühmten Szene spielt Jerry Lewis zum Titel Blues in Hoss' flat von Count Basie in einer Pantomime den Firmenchef während einer fiktiven Aufsichtsrats-Sitzung.
In der Originalversion ist in einer Szene die Stimme des in den USA bekannten Synchronsprechers der Zeichentrickfigur Mr. Magoo, Jim Backus, zu hören.
In einer kleinen Rolle (im Abspann unbenannt) ist der ehemalige Stummfilmstar Snub Pollard zu sehen. Es war einer seiner letzten Auftritte, da er im folgenden Jahr verstarb.